# Philip Zialor
Philip Zialor (6 settembre 1976) è un ex calciatore seychellese, di ruolo centrocampista.